# Mateusz Pacewicz
Mateusz Pacewicz (ur. 21 czerwca 1992) – polski scenarzysta filmowy.
Absolwent Uniwersytetu Warszawskiego. Laureat nagrody za scenariusz filmu Boże Ciało na 44. Festiwalu Polskich Filmów Fabularnych w Gdyni oraz dwóch Polskich Nagród Filmowych.
Syn działaczki społecznej Alicji Pacewicz i  dziennikarza Piotra Pacewicza. 
Jest członkiem Amerykańskiej Akademii Sztuki i Wiedzy Filmowej oraz Europejskiej i Polskiej Akademii Filmowej.

## Filmografia

### Scenariusz
- 2016: Skwar

- 2019: Boże Ciało
- 2020: Sala samobójców. Hejter
- 2024: Stymulanty & Empatogeny

### Reżyseria
- 2016: Skwar

- 2024: Stymulanty & Empatogeny

## Nagrody
- 2016: II nagroda w Konkursie Scenariuszowym „Script Pro” za scenariusz pt. Boże Ciało
- 2019: Nagroda za scenariusz filmu Boże Ciało na Festiwalu Polskich Filmów Fabularnych w Gdańsku
- 2020: Polska Nagroda Filmowa Orzeł za scenariusz filmu Boże Ciało
- 2020: Polska Nagroda Filmowa Orzeł w kategorii odkrycie roku za scenariusz filmu Boże Ciało
- 2020: nominacja do Paszportu Polityki w kategorii film za Boże Ciało